# Logierhaus (Bad Doberan)

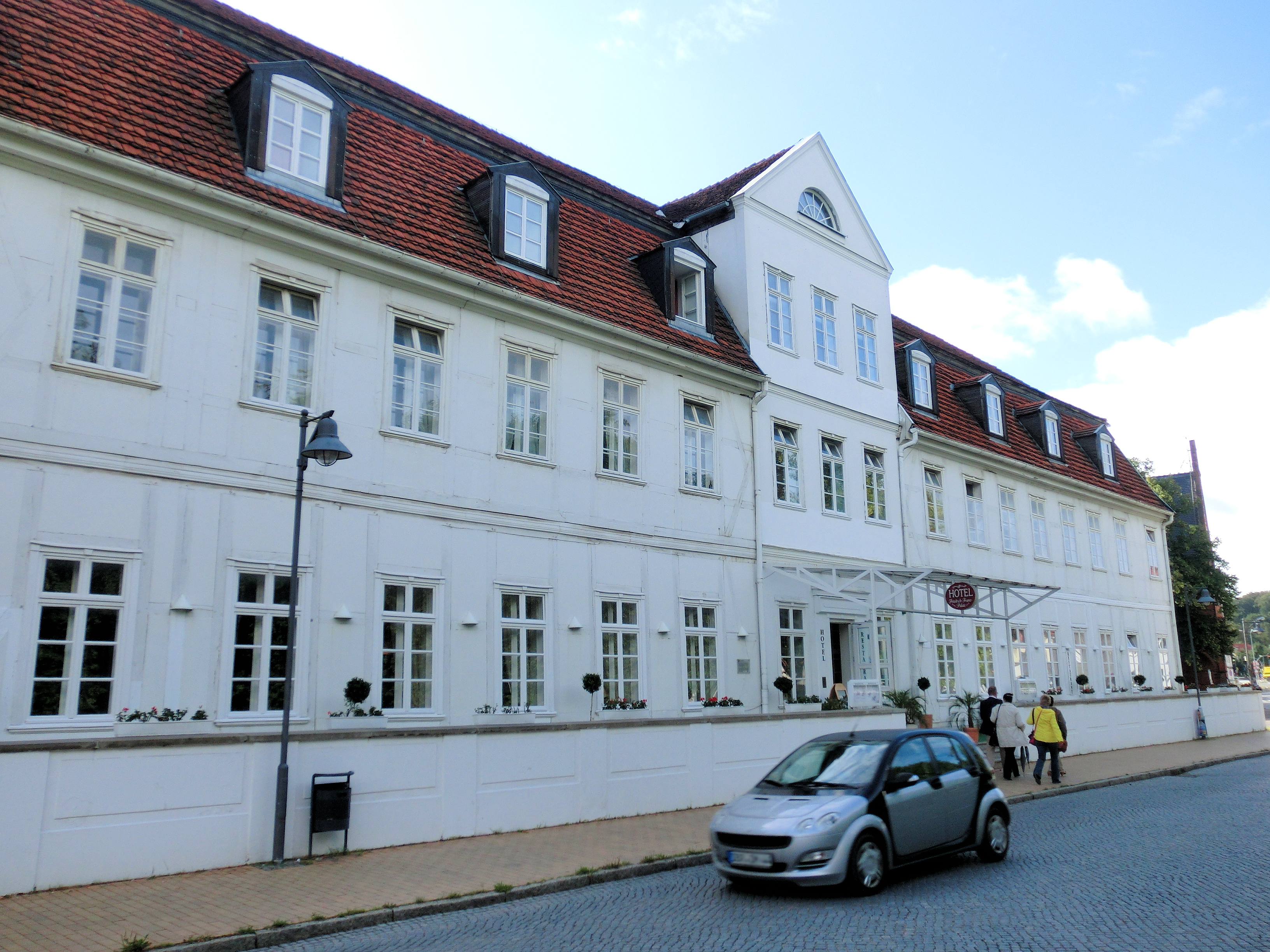
Logierhaus (2011)

Das Logierhaus ist ein denkmalgeschütztes Gebäude in Bad Doberan im Landkreis Rostock (Mecklenburg-Vorpommern). Es befindet sich an der Ostseite des Kamps zwischen Salongebäude und dem Gymnasium Friderico-Francisceum.

## Geschichte

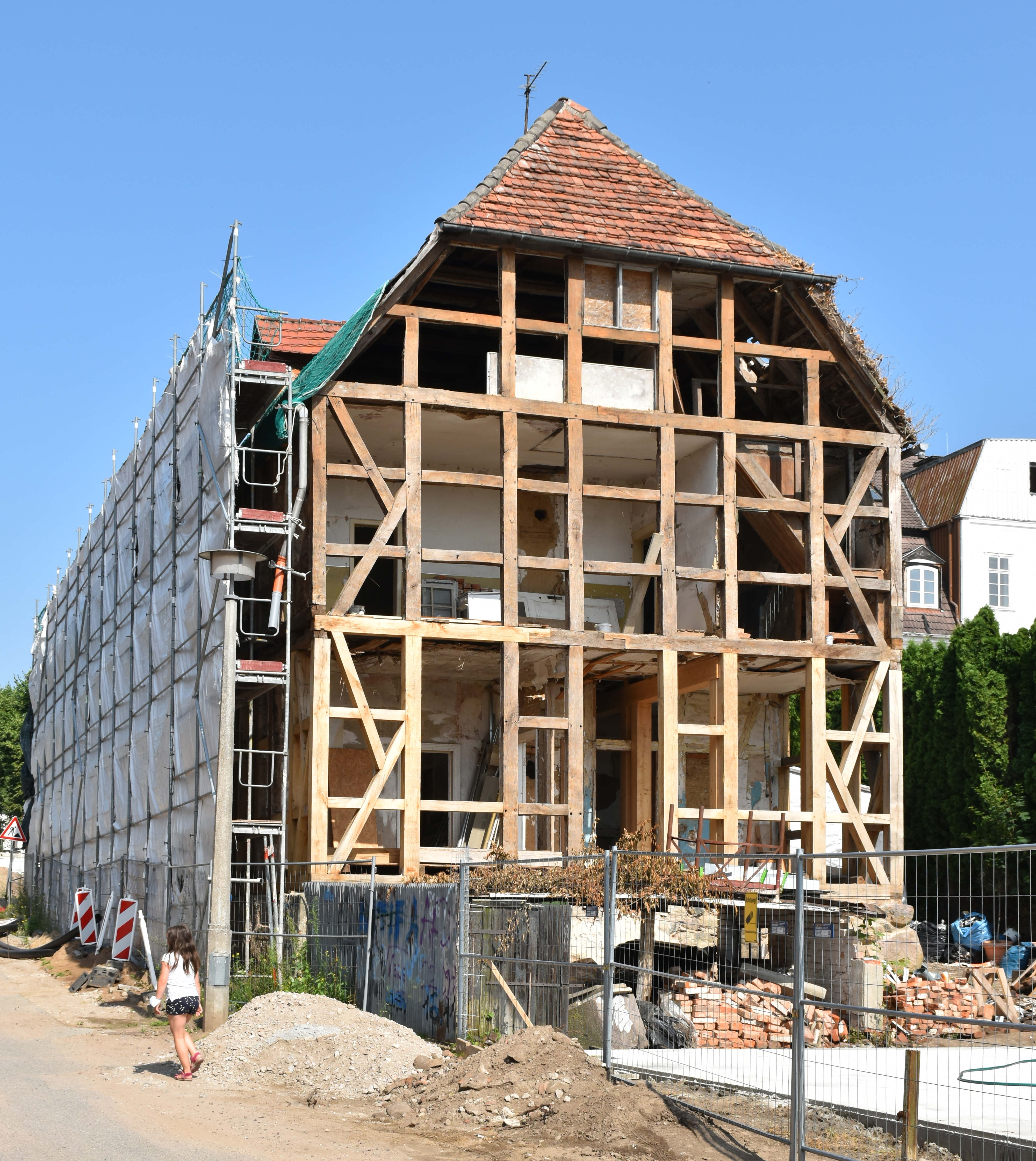
Südflügel während der Renovierungsarbeiten 2021

Nach der Gründung des Badeortes Heiligendamm im Jahr 1793 kamen bereits während der ersten Badesaison ab Oktober 1794 mehr Gäste nach Doberan, als Unterkünfte zur Verfügung standen. Der mecklenburgische Herzog Friedrich Franz I. beauftragte deshalb den Bau eines Logierhauses. Dieses wurde ab 1795 nach Plänen des Baumeisters Johann Christoph Heinrich von Seydewitz errichtet. Im Jahr darauf wurde es fertiggestellt und eröffnet. Es gilt als „älteste[s] Hotel an der Ostseeküste“.
Im Erdgeschoss des Gebäudes befanden sich ein großer Tanzsaal, ein Speisezimmer sowie ein Lese- und Konversationszimmer. Außerdem beherbergte es die Goldbank, eine der beiden Doberaner Spielbanken. Die Gäste übernachteten in den Logierzimmern im Obergeschoss. In zwei seitlichen, separaten Gebäudeflügeln befanden sich Wagenremisen und weitere Logierzimmer.
Anfang des 19. Jahrhunderts wurde das Logierhaus unter der Leitung Carl Theodor Severins um Anbauten erweitert. Dieser veranlasste außerdem die Weißung der Fassade, um sie optisch an die angrenzenden Bauwerke anzupassen.
1986 und 1996 wurde das zentrale Gebäude renoviert. Nach den Instandsetzungen wurde es als Kurhaus, dann als Hotel genutzt. Als solches trägt es seit 2003 den Namen Friedrich-Franz-Palais. Ab 2010 führt es zudem die Bezeichnung Großherzogliches Logierhaus. Seit 2020 finden erneut Renovierungsarbeiten statt und beinhalten auch eine Grundsanierung des Südflügels.

## Architektur
Die Architektur des Logierhauses ist durch den Übergang vom Spätbarock zum Frühklassizismus geprägt. Der verputzte Fachwerkbau besitzt zwei Geschosse mit 19 Achsen. Er verfügt über ein Mansardwalmdach mit dreiachsigem Zwerchhaus in der Mitte.